# Rastogrujev
Rastogrujev je priimek več oseb:
- Feodosij Feodisevič Rastogrujev, sovjetski general
- Nikolaj Vjačeslavovič Rastogrujev, ruski pevec